# 女子大小路

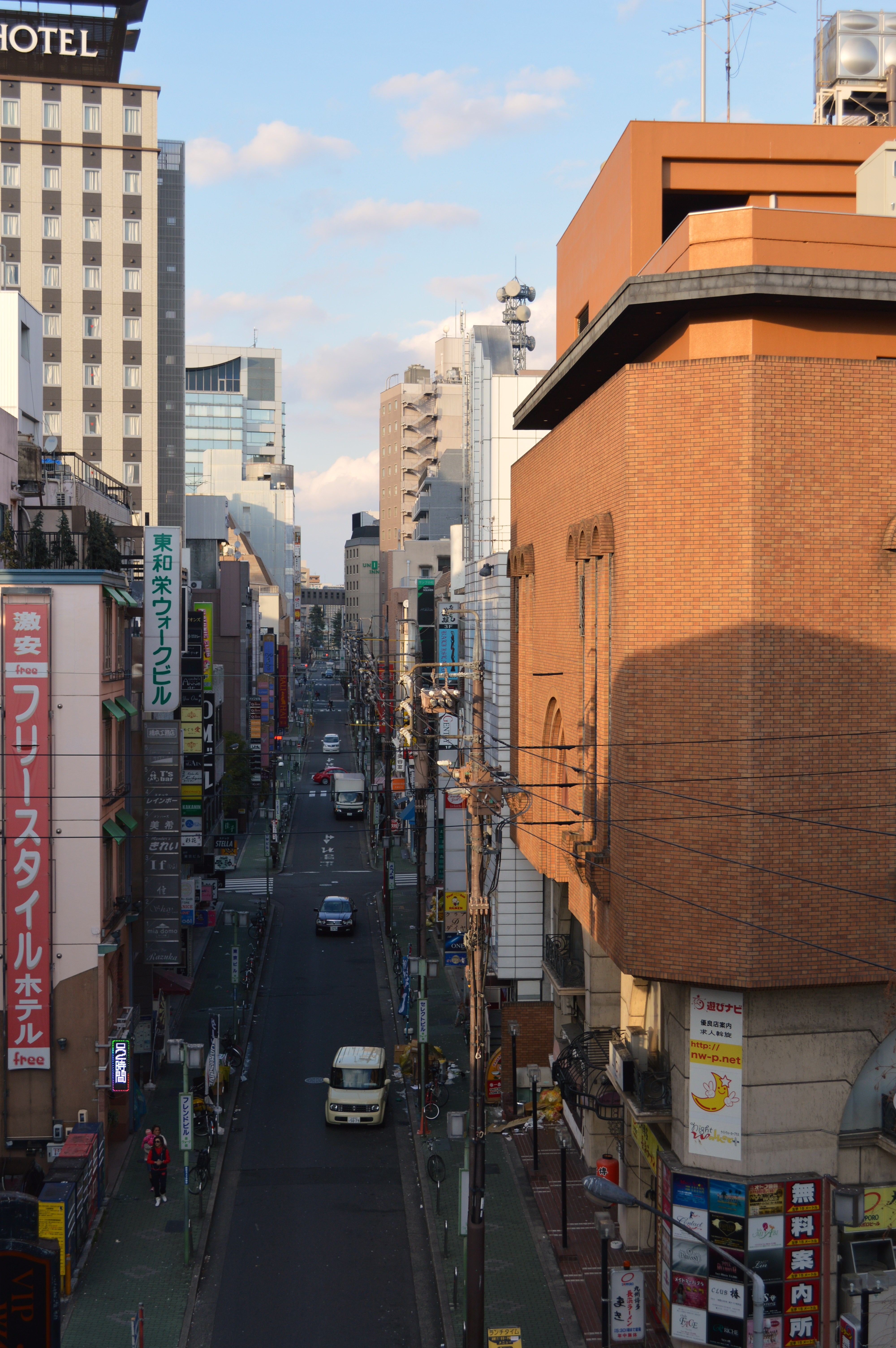

女子大小路（じょしだいこうじ）とは、名古屋市の代表的な歓楽街の一つで中区栄四丁目一帯を指す。通称・女子大（じょしだい）。別名に「栄ウォーク街」があるが定着せず、現在でも「女子大小路」で通用する。

## 概要
女子大小路は栄四丁目にある280mほどの短い通りの通称だが、周辺に形成される歓楽街も含んだ呼称でもある。居酒屋はじめスナック、ホストクラブ、ゲイバー、風俗店、音楽系クラブ、外人パブ等が密集している。
1963年（昭和38年）まで中京女子短期大学（現・至学館大学短期大学部）が現在の名古屋東急ホテルの場所にあり、大学体育館の西側の路地に並ぶ店の店主達がこの通称で呼ぶようになった。さらに、1966年（昭和41年）に俳優の浜田光夫と葉山良二が当地のクラブでの飲食中に暴行事件に巻き込まれた際に「女子大小路で……」と大きく報じられたため定着した。
1960年代から80年代にかけて名古屋随一の歓楽街として賑わいを見せ、1980年代には1700軒が営業していた。しかし、バブル崩壊後に錦三丁目（通称：錦三）に客足を奪われ、営業店舗は900ほどまで減少し雑居ビルの空室率は52%に上っている。雑居ビルの数も120から90軒ほどまで減少し、コインパーキングなどに転用される例が増えてきている。2009年の地価公示では、女子大小路の雑居ビルが-28.4%と下落率全国1位を記録した。
なお、山本正之作詞作曲の『名古屋はええよ!やっとかめ』や『女子大小路のあの店で』の歌詞にもその名が登場する。